# Eurystyles actinosophila
Eurystyles actinosophila là một loài thực vật có hoa trong họ Lan. Loài này được (Barb.Rodr.) Schltr. mô tả khoa học đầu tiên năm 1925.

## Hình ảnh

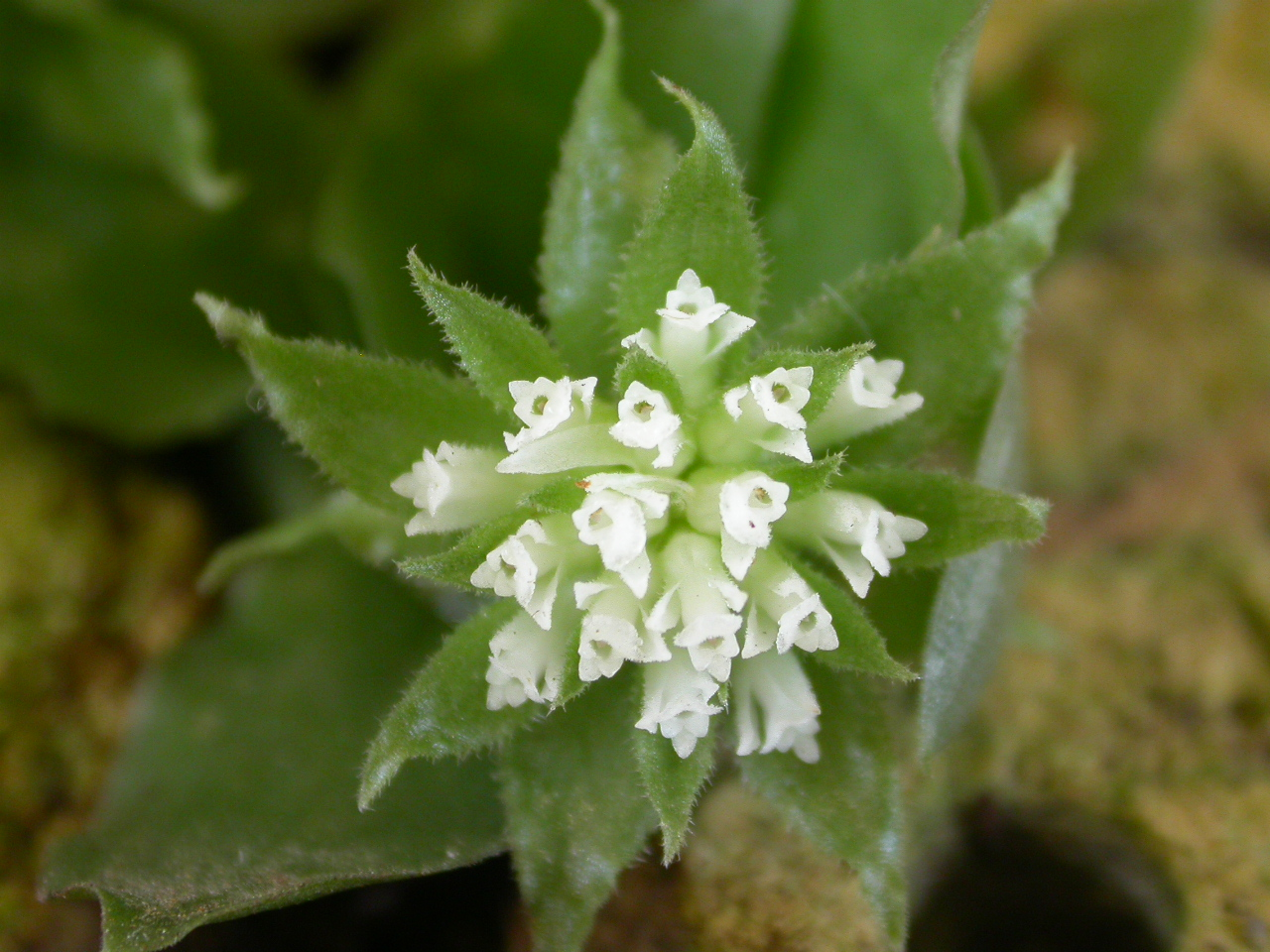
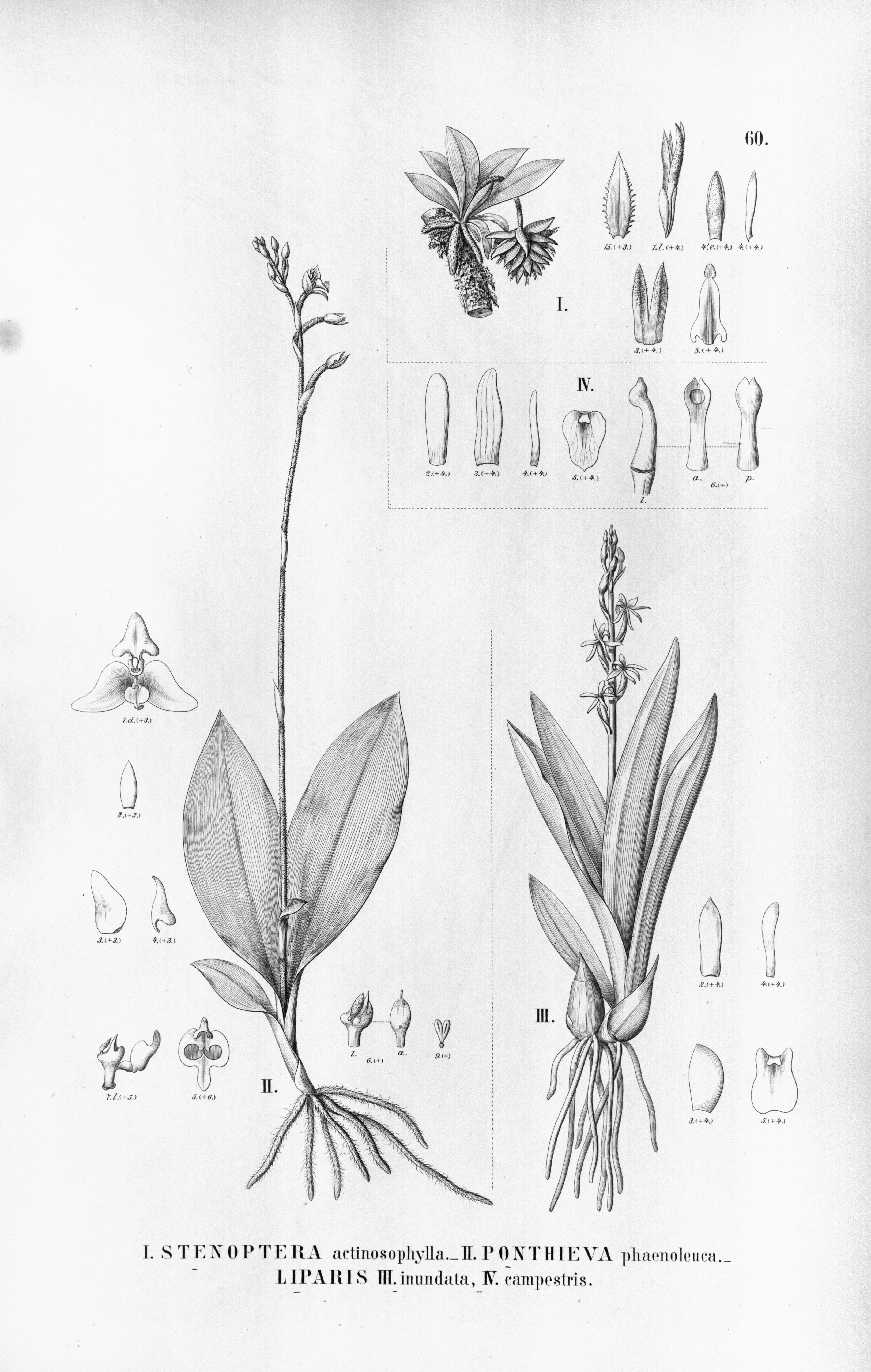